# Дом офицеров (Новосибирск)
Дом офицеров Новосибирского гарнизона — здание, построенное в 1925 году. Расположен в Центральном районе Новосибирска на углу Красного проспекта и улицы Гоголя. Ранее здание имело наименования: Дом инвалидов, Дом инвалидов Сибири, Окружной дом офицеров Красной Армии и др.
Официальное современное наименование — Федеральное государственное бюджетное учреждение культуры и искусства «Дом офицеров Новосибирского гарнизона» Министерства обороны Российской Федерации.
Объект культурного наследия народов России регионального значения.

## История
Идея строительства здания появилась ещё в 1907 году во время собрания Томского гарнизона. Его офицеры приняли решение обратиться к руководителю Алтайского горного округа Кабинета Его Императорского Величества с просьбой о создании на территории Обского бассейна «Дома инвалидов Сибири» для людей, раненых в ходе Русско-японской войны.
Следующее предложение о постройке «Дома инвалидов» появилось в 1915 году во время Первой мировой войны. Его строительство инициировали учредители «Новониколаевского общества увековечения памяти героев великой мировой войны». Инициативу поддержал тогдашний городской голова Новониколаевска (современный Новосибирск) А. Г. Беседин. Посредством этой организации в Новониколаевске начался сбор пожертвований, благодаря которому удалось собрать около 40 000 рублей. Но стоимость всего проекта составляла 200 000 рублей.
В 1916 году началось строительство здания, проектировщиком которого стал архитектор А. Д. Крячков. Дом инвалидов — последний проект архитектора в дореволюционном Новониколаевске. Осенью того года были возведены два этажа, но из-за революции 1917 года и ряда других событий здание достроить не удалось.
В 1923 году в Новониколаевск из Омска перебазировался штаб Западно-Сибирского военного округа; Сибревком издаёт постановление «О расквартировании военного округа в Новониколаевске и достройке Дома инвалидов». В этом же году здесь расположился штаб. В 1925 году архитектурный объект был полностью завершён инженером Б. М. Блажовским.
В 1929 году торжественно открылся Дом Красной армии (ДКА), пристроенный к Дому инвалидов. В новую пристройку переехал штаб Сибирского военного округа, после чего Домом Красной армии стали именовать всё сооружение.
В 1945 году Дом Красной армии был реорганизован в Окружной Дом офицеров Советской Армии СибВО.
В декабре 2009 года, в день Героев Отечества, у здании Дом офицеров освящена часовня в честь святого небесного покровителя российского воинства Святого Великомученика и Победоносца Георгия. В 2012 году возле здания Дома офицеров установлен бюст фельдмаршала Михаила Кутузова. 
В современной российской истории в Доме офицеров проходят культурно-массовые мероприятия 41-й общевойсковой Краснознамённой армии Центрального военного округа, дислоцированной в Новосибирске.
Начальник — заслуженный работник культуры России Голов Юрий Владимирович. 
С момента постройки здание Дома офицеров многократно меняло свой архитектурный облик.

## Организации
Некоторые учреждения, расположенные в здании Дома офицеров (по состоянию на 2015 год):
Военные организации
- Западно-Сибирский Окружной Военный суд
- Новосибирский гарнизонный Военный суд
- Мемориальная компания ветеранов
- Военно-мемориальная компания
- Музей Истории Сибирского Военного округа
- Общероссийская общественная организация ветеранов Вооруженных Сил РФ
- Военная прокуратура Центрального военного округа
- Дом офицеров
- Библиотека Дома офицеров

Прочие организации
- Заводной апельсин, драматический театр
- Славянка, банкетный зал
- Штолле, кафе-пироговая